# Iamsu!
Iamsu! (stilizzato IamSu! o IAMSU!), pseudonimo di Sudan Ameer Williams (Richmond, 16 novembre 1989), è un rapper e produttore discografico statunitense.

## Biografia
Sudan Ameer Williams è nato il 16 novembre 1989 a Richmond, in California. Ha esordito all'età di 14 anni producendo basi per il programma locale Bay Area Youth Radio.
Ha iniziato la propria carriera da rapper nel 2009 con lo pseudonimo di Su, cambiandolo poi in Iamsu! per facilitare l'ottimizzazione dei motori di ricerca. Il 4 luglio 2010 pubblica il suo primo mixtape intitolato Su! The Right Thing, poi nel 2011 produce il singolo Up del rapper LoveRance, che raggiungerá la posizione numero 46 nella Billboard Hot 100 e la seconda posizione nella classifica Hot R&B/Hip-Hop Songs.
Il 12 novembre 2012 esce il mixtape Suzy 6 Speed, che comprende collaborazioni con Juvenile, Problem e Wiz Khalifa. Nel maggio 2013 ha inaugurato il suo primo tour atto a promuovere il mixtape Kilt II, uscito gratuitamente su ITunes il successivo 9 luglio.
Il 7 gennaio 2014 annuncia che il suo album di debutto si sarebbe chiamato Sincerely Yours e che sarebbe uscito nel mese di aprile. Il disco è stato pubblicato il 13 maggio 2014. Nel 2015 ha inaugurato un tour mondiale per promuovere l'uscita del suo secondo album in studio, Kilt III, poi pubblicato il 24 marzo 2016.
Nel 2018 pubblica due album, 06 Solara, uscito il 16 giugno, e Blessed, uscito il 5 dicembre. Il 13 novembre 2019 esce il suo quinto album in studio, Boss Up V, che comprende collaborazioni con Kool John, Show Banga, Dave Steezy e Skipper.
Il 16 novembre 2023, a quattro anni dal precedente album, esce 1-833-HBK-GANG, pubblicato sotto la Eyes On Me LLC.

## Discografia

### Album in studio
- 2014 – Sincerely Yours
- 2016 – Kilt III
- 2018 – 06 Solara
- 2018 – Blessed
- 2019 – Boss Up V
- 2023 – 1-833-HBK-GANG

### EP
- 2017 – Iamsu
- 2019 – Next of Kin (con Skipper)
- 2019 – 6 Place Chicken Nugget (con Kool John)
- 2020 – Eyes on Me
- 2021 – California
- 2022 – Sudi
- 2022 – A Real Boy Story
- 2022 – On the Blue

### Mixtape
- 2010 – Su! The Right Thing
- 2011 – Young California
- 2012 – Kilt
- 2012 – Stoopid (con Jay Ant)
- 2012 – $uzy 6 $peed
- 2013 – Million Dollar Afro (con Problem)
- 2013 – Kilt II
- 2013 – Gang Forever (con la HBK Gang)
- 2015 – Eyes on Me
- 2016 – 6 Speed
- 2017 – Boss Up

### Singoli

#### Come artista principale
- 2013 – Let Go (feat. Tank)
- 2013 – Hipster Girls
- 2014 – Only That Real (feat. 2 Chainz e Sage the Gemini)
- 2014 – I Love My Squad
- 2016 – Up All Night (feat. HBK CJ)
- 2016 – By My Side
- 2016 – Bo$$ Up
- 2017 – The Way It Go

#### In collaborazione
- 2011 – Up (LoveRance feat. Iamsu! e 50 Cent)
- 2012 – Make You Say (Kickflip feat. Iamsu!)
- 2012 – Function (E-40 feat. Problem, Iamsu! e YG)
- 2012 – Who Booty (Jonn Hart feat. Iamsu!)
- 2013 – Gas Pedal (Sage the Gemini feat. Iamsu!)
- 2013 – Do (D&D feat. Iamsu!)
- 2013 – Step On The Gas (Fly Street Gang feat. Iamsu! e Problem)
- 2013 – Can't Trust Deez (Young Sam feat. Iamsu!)
- 2013 – Work (Flip Major feat. Iamsu!)
- 2013 – Hoes Into Housewives (ST Spittin feat. Iamsu! e D-Lo)
- 2013 – Do My Own Thang (Show Banga feat. Iamsu!, CJ e P-Lo)
- 2013 – Pick a Winner (Nova Boy feat. Iansu! e Nonywopz)
- 2013 – Show Up (Kafani feat. Iamsu!, Jonn Hart e Sage the Gemini)
- 2013 – Ride On It (Armani DePaul feat. Iamsu!, Jonn Hart, Kool John e Rayven Justice)
- 2013 – Don't Play (Neiman feat. Iamsu!)
- 2013 – Shut It Down (Driicky Graham feat. Iamsu!)
- 2014 – My Baby (Zendaya feat. Ty Dolla Sign, Bobby Brackins e Iamsu!)
- 2014 – Backflip (Casey Veggies feat. YG e Iamsu!)
- 2015 – 100 (Travis Barker feat. Iamsu!, Ty Dolla Sign, Kid Ink e Tyga)